# Sarascelis raffrayi
Sarascelis raffrayi is een spinnensoort uit de familie Palpimanidae. De soort komt voor in India en Maleisië.